# Lake County (Californië)
Lake County is een van de 58 county's in de Amerikaanse deelstaat Californië. Ze ligt in het noordelijke deel van de staat, ten noorden van de San Francisco Bay Area. Clear Lake, een groot meer, ligt in het midden van de county en wordt omringd door lage bergketens van de California Coast Ranges.
Er wonen zo'n 65.000 mensen in Lake County. Clearlake is de grootste plaats, terwijl Lakeport de hoofdzetel is.

## Geografie
De county heeft een totale oppervlakte van 3443 km² (1329 mijl²) waarvan 3258 km² (1258 mijl²) land is en 185 km² (72 mijl²) of 5.38% water is.

### Aangrenzende county's
- Napa County - zuiden
- Sonoma County - zuidwest
- Mendocino County - westen, noordwest
- Glenn County - noordoost
- Colusa County - oosten
- Yolo County - zuidoost

### Steden en dorpen
- Clearlake
- Clearlake Highlands
- Clearlake Oaks
- Cobb
- Hidden Valley Lake
- Kelseyville
- Lakeport
- Lower Lake
- Lucerne
- Middletown
- Nice
- North Lakeport
- Upper Lake